# Malayo de las Islas Cocos
El malayo de las Islas Cocos es una variedad post-criolla de malayo, hablada por los malayos residentes de las Islas Cocos de Home Island, Isla de Navidad, y los originarios de las Islas Cocos que actualmente viven en Sabah. 
El malayo de las Islas Cocos se deriva de los idiomas comerciales malayos del siglo XIX, específicamente el idioma Betawi, con una fuerte influencia javanesa adicional. El malayo se ofrece como segundo idioma en las escuelas y el malayo tiene un estatus de prestigio; ambos están influyendo en el idioma, haciéndolo más acorde con el malayo estándar.  También hay una creciente influencia del inglés, considerando que las islas han sido un territorio australiano y la globalización ha introducido términos modernos en el lenguaje cotidiano. En 2009, a los estudiantes malayos de las Islas Cocos se les prohibió usar su propio idioma y el incumplimiento resultó en un castigo en forma de "multas por hablar", lo que significaba que debían realizar tareas de limpieza en la escuela. Sin embargo, esta forma de restricción del idioma terminó en 2011.
Tiene las siguientes características:
- Influencia javanesa: cucut "tiburón", kates "papaya", walikat "omóplato", etc.
- Primera y segunda persona del singular " gua " " lu ", del Hokkien.
- Verbo causativo " kasi ".
- " Ada " no solo significa "hay ...", sino que también es la partícula progresiva.
- Marcador posesivo " punya ".
- Tercera persona indefinida " ong ", de orang "persona" [4]

## Fonología

### Vocales[5]
|         | Parte delantera | Central | atrás |
| ------- | --------------- | ------- | ----- |
| Elevado | I               |         | tu    |
| Medio   | mi              | ə       | o     |
| Bajo    |                 | a       |       |

### Consonantes[5]
|                    | Bilabial | Dental | Alveolar | Correo- alveolar | Palatal | Velar   | Uvular | Glottal |
| ------------------ | -------- | ------ | -------- | ---------------- | ------- | ------- | ------ | ------- |
| Plosiva y africada | pag B    | t̪      | D        | tʃ dʒ            |         | k gramo |        | (ʔ)     |
| Nasal              | metro    |        | norte    |                  | ɲ       | norte   |        |         |
| Fricativa          |          |        | s        |                  |         |         | ʁ      | (h) 2   |
| Aproximada         | w        |        |          |                  | j       |         |        |         |
| Lateral aproximado |          |        | l        |                  |         |         |        |         |

Hay 3 aspectos en las que el malayo de las Islas Cocos se diferencia del malayo estándar y del indonesio:
1. El uvular [ʁ] que siempre ocurre intervocalmente está presente en el malayo de las Islas Cocos pero no en el malayo estándar o en el indonesio.
2. Ciertas consonantes, [fv ʃ z], que ocurren en el malayo estándar no están presentes en el malayo de Cocos.
3. Con respecto a la [h] entre los tres idiomas, la [h] en Cocos Malay a menudo se elimina, especialmente en la posición inicial mundial. Ejemplos incluyen: